# Corbalán
Corbalán is een gemeente in de Spaanse provincie Teruel in de regio Aragón met een oppervlakte van 82,44 km². Corbalán telt 109 inwoners (1 januari 2016).

## Demografische ontwikkeling

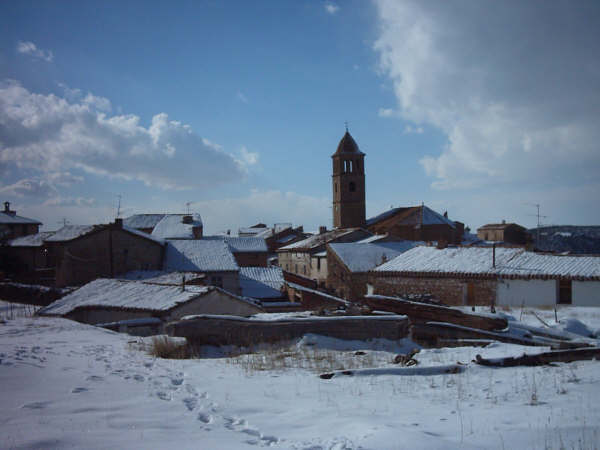
Corbalán

Bron: INE, 1857-2011: volkstellingen
Opm.: In 1971 werd de gemeente Escriche aangehecht